# Sphaeromopsis heardi
Sphaeromopsis heardi is een pissebed uit de familie Sphaeromatidae. De wetenschappelijke naam van de soort is voor het eerst geldig gepubliceerd in 1994 door Brian Frederick Kensley & Marilyn Schotte.